# Adrie van Kraay
Adrianus Ambrosius Cornelis van Kraaij dit Adrie van Kraay, né le 1er août 1953 à Eindhoven, est un footballeur néerlandais des années 1970 et 1980.

## Biographie
En tant que défenseur, Adrie van Kraay est international néerlandais à 17 reprises (1975-1979) pour aucun but marqué.
Il participe à l'Euro 1976. Il est titulaire contre la Tchécoslovaquie et contre la Yougoslavie. Il termine troisième du tournoi.
Il participe aussi à la Coupe du monde de football de 1978. Il ne joue que deux matchs, en tant que remplaçant (contre l'Autriche à la place d'Ernie Brandts et contre l'Italie à la place de Johnny Rep). Il est finaliste de la Coupe du monde.
Il joue onze saisons au PSV Eindhoven, remportant trois championnats des Pays-Bas, deux coupes nationales et la Coupe UEFA en 1978. Puis il joue deux saisons en Belgique au Waterschei THOR Genk, sans rien remporter. Il joue une dernière saison en Suisse au FC Bâle. Il ne remporte rien.
Depuis 2008, il fait partie du staff technique du PSV Eindhoven.

## Clubs
- 1971 – 1982 :  PSV Eindhoven
- 1982 – 1984 :  Waterschei THOR Genk
- 1984 – 1985 :  FC Bâle

## Palmarès
- Championnat d'Europe de football
  - Troisième en 1976
- Coupe du monde de football
  - Finaliste en 1978
- Championnat des Pays-Bas de football

- - Champion en 1975, en 1976 et en 1978
- Coupe des Pays-Bas de football
  - Vainqueur en 1974 et en 1976
- Coupe UEFA
  - Vainqueur en 1978